# Legea
Legea (LEGEA) — итальянская спортивная компания, основанная в 1993 году Джованни Аканфора, Эмилия Аканфора, Луиджи Аканфора.

## Информация
LEGEA является техническим спонсором национальной команды Черногории и Гибралтара, а также спонсором таких команд, как Palermo, Cosenza calcio, Reggina calcio и Livorno calcio (Италия), Nac Breda и N. E. C. (Нидерланды), TNS и CARMARTHEN TOWN FC (Уэльс), CD Feirense (Португалия), Lommel United (Бельгия), FC CHERNOMORETS и Futbol’nyj Klub L’vivin (Украина), Spatak subotika (Сербия), NK Celje (Словения), LEVADIAKOS и Athlītikī ENŌSĪ larisas 1964 (Греция), Ermis aradippou (Кипр) и многие другие по всей Европе.
Legea была единственным итальянским брендом, спонсировавшим национальную команду по случаю Чемпионата мира 2010 года — сборную Северной Кореи.
Головной офис компании находится в Помпеях. У компании имеется множество магазинов по всей Италии, и дистрибьюторы по всей Европе, в Канаде, Соединенных Штатах и Австралии.